# Mossad
Mossad (hebräisch המוסד למודיעין ולתפקידים מיוחדיםⓘ haMosad leModi'in waLeTafkidim Mejuchadim, deutsch ‚Institution für Aufklärung und besondere Aufgaben‘, eigentlich Mosad Merkazi leModi'in uLeTafkidim Mejuchadim ,Zentraler Nachrichten- und Sicherheitsdienst‘, kurz המוסד haMosad, deutsch ‚die Institution‘) ist der israelische Auslandsgeheimdienst.
Neben dem Mossad gibt es in Israel den Inlandsgeheimdienst Schin Bet (Shabak) und den Militärgeheimdienst Aman. Früher gab es noch einen vierten Geheimdienst, Lakam, welcher zur Unterstützung des israelischen Nuklearprogramms gegründet worden war und 1986 aufgelöst wurde. Die Direktoren von Schin Bet, Mossad und Aman bilden das 1949 gegründete Komitee der Direktoren der Nachrichtendienste (Va'adat Rashei Hasherutim, VARASH). Früher gehörten diesem neben Ministeriumsvertretern auch der Generalinspektor der israelischen Polizei und der Direktor von Nativ an.
Auch andere jüdische Organisationen wurden „Mossad“ genannt, unter anderem der Mossad le Alija Bet, der vor Gründung des Staates Israel die heimliche Immigration nach Palästina organisierte.
Das offizielle Motto des Mossad ist: Wo nicht weiser Rat ist, da geht das Volk unter; wo aber viele Ratgeber sind, findet sich Hilfe (Sprüche 11,14 ).

## Organisation

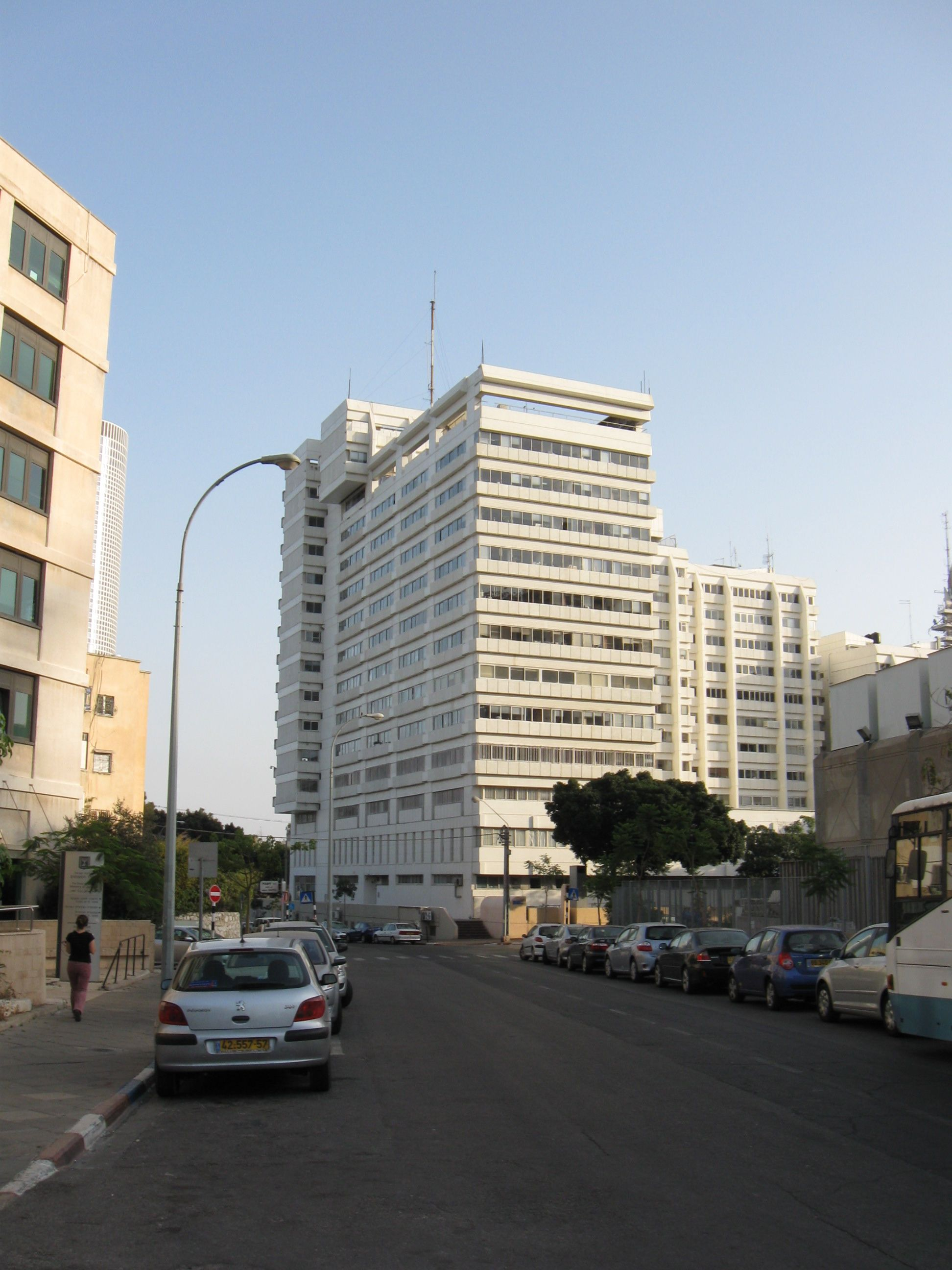
Hadar-Dafna-Gebäude (Teilansicht von der Henrietta-Szold-Straße her)

Das Hauptquartier befindet sich in Tel Aviv-Jaffa. Einige Romane, Filme und Presseberichte verweisen auf das Hadar-Dafna-Gebäude (hebräisch בנין הדר דפנה) als Sitz der Zentrale. Das Hauptquartier war anfangs im Roten Haus in der Yarkon-Straße in Tel Aviv nahe den heutigen Ramada und Sheraton Hotels (eine kleine Plakette erinnert heute daran). Später verlegte es seinen Sitz in das Gebäude des Außenministeriums in Sharona (heute Verteidigungsministerium, Kirya). 2018 wurde ein großer Erweiterungskomplex nördlich Tel Aviv an der Glilot-Autobahn (Glilot Interchange) gebaut.
Die Personalstärke des Mossad wurde 2006 auf 1200 bis 2000 Mitarbeiter geschätzt, 2018 auf rund 7000, womit er der größte Geheimdienst nach der CIA ist. Lediglich ein Bruchteil der Mitarbeiter sind aktive Agentenführer (Führungsoffiziere), sogenannte Katsas. Die im Vergleich zu anderen Geheimdiensten geringe Anzahl an operativen Mitarbeitern erklärt sich dadurch, dass der Mossad weltweit auf ein engmaschiges Netz an freiwilligen Helfern (Sayanim) zurückgreifen kann. Meistens handelt es sich dabei um Personen (israelische Staatsbürger oder jüdische Sympathisanten anderer Staatsangehörigkeiten), die im Zielland einer Operation ansässig sind und diskret logistische Unterstützung leisten, zum Beispiel durch Bereitstellung von Transportmitteln, sicheren Wohnungen oder durch Beschaffung von Information. Günstig wirkt sich dabei aus, dass in Israel viele Juden aus unterschiedlichen Ländern leben, die mit den Kulturen und Sprachen ihrer Heimatländer vertraut sind, andererseits auch viele Juden in der Diaspora leben, beispielsweise in Afrika, Asien und Europa.
Die Mitarbeiter sind Zivilisten und tragen keinen militärischen Rang, viele waren aber früher beim israelischen Militär oder im militärischen Nachrichtendienst der israelischen Armee.
Die jeweilige Identität des Mossad-Chefs war lange ein israelisches Staatsgeheimnis. Seit 1996 werden die Namen bekanntgegeben.

### Struktur
Die innere Gliederung ist weitgehend unbekannt. Vermutlich verfügt er aber über sechs bis acht Abteilungen (Stand 2006):
- Tsomet, die Sammlungsabteilung, ist die größte Abteilung. Sie leitet sämtliche Spionageaktionen und verfügt über Niederlassungen auf der ganzen Welt, teils geheim, teils als Bestandteil der diplomatischen Vertretungen Israels. Vermutlich ist die Abteilung nach regionaler Zuständigkeit weiter aufgegliedert.
- Nevioth (Queshet) ist für Einbrüche, Überwachung, Abhörmaßnahmen und andere verdeckte Methoden zuständig.
- Die Abteilung Tevel für politische Aktionen und Zusammenarbeit koordiniert die Arbeit mit den Geheimdiensten befreundeter Nationen und unterhält Kontakte zu Nationen, mit denen Israel keine offiziellen diplomatischen Beziehungen hat. In größeren Auslandsvertretungen Israels sind meist auch Mitarbeiter dieser Abteilung stationiert.
- Die Abteilung für spezielle Operationen (Metsada, früher Caesarea) führt Anschläge, Sabotage und paramilitärische Operationen durch. Für gezielte Tötungen ist eine Unterabteilung Kidon (hebräisch für Bajonett) zuständig, die unter höchster Geheimhaltungsstufe operiert. Die Einsätze werden vom Komitee X, dem der Premierminister vorsteht, genehmigt. Es wurde nach dem Münchner Olympia-Attentat von 1972 gegründet.
- Die LAP (Lochama Psichologit)-Abteilung ist für psychologische Kriegsführung (so die Übersetzung aus dem Hebräischen), Propaganda und Täuschungsoperationen zuständig. Sie sammelt auch Informationen über israelische Kriegsgefangene, im Einsatz Vermisste, unkonventionelle Waffen und feindliche Sabotageaktivitäten.
- Tsafirim ist für die Sicherheit von Juden in Übersee zuständig. Darunter fiel auch zum Beispiel die Rettung der äthiopischen Juden, sie organisiert aber auch Selbstverteidigungsmaßnahmen für Juden zum Beispiel in maghrebinischen Staaten (Abteilung Misgeret).

Seitdem fanden auch Umorganisationen statt, zum Beispiel unter Efraim Halevy, der den Dienst mehr der CIA annähern und in drei Hauptabteilungen konzentrieren wollte.
Daneben gibt es Trainings-, Finanz- und Personalabteilungen, Forschungs- und Technikabteilungen (auch für Gerätschaften zur Spionage und Sabotage). Sie entwickelten eine spezielle Datenbank (PROMIS), die auch an ausländische Nachrichtendienste verkauft wurde.
Zusätzlich gibt es eine Abteilung, die sich mit Atomwaffen befasst. In ihr gingen wesentliche Teile des ehemals vierten israelischen Nachrichtendienstes Lakam auf, als dieser 1986 aufgelöst wurde.
Verschiedene israelische Think Tanks und Universitätsinstitute haben Verbindung zu israelischen Geheimdiensten: BESA (Begin-Sadat Center for Strategic Studies, Bar-Ilan-Universität), International Policy Institute for Counterterrorism (ICT) am Academic Interdisciplinary Center (IDC) in Herzliya, Jaffa Center for Strategic Studies (JCSS) und Moshe-Dayan Center for the Middle East an der Universität Tel-Aviv.

### Leitung
- 1949–1952: Re’uwen Schiloach
- 1952–1963: Isser Harel
- 1963–1968: Meir Amit
- 1968–1974: Zwi Zamir
- 1974–1982: Jitzchak Chofi
- 1982–1990: Nachum Admoni
- 1990–1996: Schabtai Schawit
- 1996–1998: Dani Jatom
- 1998–2002: Ephraim Halevy
- 2002–2010: Meir Dagan
- 2010–2015: Tamir Pardo
- 2016–2021: Yossi Cohen[8]
- seit 2021: David Barnea[9]

## Geschichte
Der Beschluss, Geheimdienste zu gründen, wurde im Juni 1948 auf Initiative von Reuwen Schiloach (Reuven Shiloah), Chef der politischen Abteilung der Jewish Agency, und Isser Be’eri (Birenzweig, genannt großer Isser), vorher Leiter des Nachrichtendienstes der Haganah (Shai) getroffen. Es wurde ein militärischer Nachrichtendienst gegründet, geleitet von Isser Beeri (mit Chaim Herzog als Stellvertreter), ein Inlandsgeheimdienst (Schin Bet) unter Leitung von Isser Harel (damals Isser Halperin, kleiner Isser genannt) und Yosef Yizraeli; zudem der Auslandsdienst, damals noch die Abteilung Wissen (Daat) im Außenministerium unter Reuwen Schiloach, mit den Abteilungen Sammlung – damals noch überwiegend in Europa – und Analyse. 1949 wurde außerdem noch die gemeinsame Leitungsstelle der Geheimdienste Vaarash gegründet, damals von Schiloach geleitet.
Als eigentliches Gründungsdatum des Mossad gilt der 13. Dezember 1949 durch Ministerpräsident David Ben-Gurion auf Anregung von Reuven Shiloah zur Koordinierung der Sicherheits- und der Geheimdienste des Landes (Zentralinstitut). Im Februar und März 1951 wurde die Auslandsaufklärung umorganisiert und unterstand dem Ministerpräsidenten nun direkt. Die leitenden, bisher für Geheimdienstoperationen zuständigen, Mitarbeiter der politischen Abteilung im Außenministerium traten daraufhin geschlossen zurück (Revolte der Spione). Der Mossad übernahm die Auslandsaufklärung (Rashut) vom Außenministerium (die spätere Abteilung Tsomet im Mossad); Operationen in arabischen Ländern und dort stationierte Agenten unterstanden dem militärischen Geheimdienst (Einheit 131). Erst 1963 wurde dem Mossad die Führung der ausländischen Agenten vollständig übertragen. Im selben Jahr erhielt er seinen offiziellen hebräischen Namen (Institution für nachrichtendienstliche und Spezialoperationen).
Nach dem Mord an Israels Premierminister Jitzchak Rabin und verschiedenen Fehlschlägen musste der in der Öffentlichkeit bis dahin nur als „S“ bekannte Schabtai Schavit als Generaldirektor des Mossad zurücktreten. Am 24. März 1996 wurde Generalmajor Dani Jatom zum neuen Generaldirektor ernannt. Ab diesem Zeitpunkt wurden die Namen der Mossad-Chefs erstmals öffentlich bekannt gegeben. Als Folge des missglückten Attentats auf Chalid Masch'al (siehe unten) und einer missglückten Operation in der Schweiz trat Jatom zurück. Den Posten übernahm im März 1998 Ephraim Halevy. Halevy war zuvor Mossad-Agent und dann Vertreter Israels bei der Europäischen Union gewesen. Im Oktober 2002 entließ der damalige Premierminister Ariel Scharon Halevy, mit dem er wiederholt über die richtige Strategie gegen den palästinensischen Terror in Streit geraten war. Nachfolger wurde General Meir Dagan. Er diente gemeinsam mit Scharon in der israelischen Armee. Dagan leitete eine Kommandoeinheit, die im Gazastreifen militante Palästinenser aufspürte und liquidierte. Unter ihm widmete sich der Mossad wieder mehr verdeckten Operationen und Spezialoperationen und konzentrierte sich auf die Bekämpfung des von Israel als Bedrohung betrachteten atomaren Programms des Iran.
Insgesamt konzentriert sich der Mossad hauptsächlich auf arabische Länder und Organisationen. Sein nachrichtendienstliches Interesse erstreckt sich aber auch zum Beispiel auf NATO-Länder. Darüber hinaus organisiert er die Schleusung jüdischer Flüchtlinge aus aller Welt nach Israel.
Nach Recherchen des israelischen Experten Ronen Bergman hat der Mossad bis 2018 mindestens 3000 Menschen getötet. Bei den Opfern habe es sich nicht nur um Zielpersonen gehandelt. Auch viele Unbeteiligte, die lediglich „zur falschen Zeit am falschen Ort“ waren, wurden zu Opfern. Während der zweiten Intifada gab es Tage, an denen vier bis fünf gezielte Tötungen angeordnet wurden.
Seit Juni 2021 steht David Barnea an der Spitze des Geheimdienstes.
Bekannt gewordene oder vermutete Aktionen des Mossad in der Vergangenheit werden im Folgenden in Übersichtslisten dargestellt.

### Erfolgreiche Operationen

#### 1961–1979

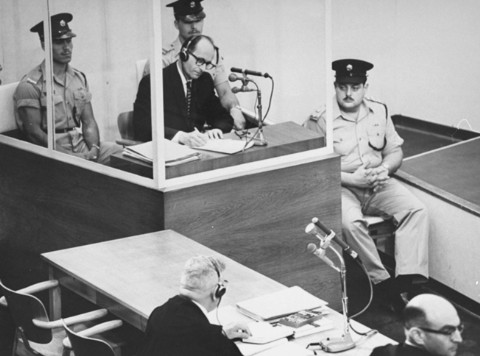
Der Eichmann-Prozess (1961)

- Eine der ersten Erfolge des Mossad, der ihm auch große Anerkennung bei westlichen Geheimdiensten wie der CIA verschaffte, war die Beschaffung des Wortlauts der Rede von Nikita Chruschtschow auf dem XX. Parteitag der KPdSU (1956), die er über den Journalisten Wiktor Grajewski in Warschau beschaffte. In seiner Geheimrede verurteilte Chruschtschow den Personenkult seines Vorgängers Stalin.
- Im Mai 1960 spürte der Mossad in der „Operation Garibaldi“ den deutschen Kriegsverbrecher Adolf Eichmann in Argentinien auf und entführte ihn nach Israel (u. a. von Rafi Eitan, der davon abriet, gleichzeitig den Versuch zu unternehmen, Josef Mengele zu fassen). Eichmann wurde in Jerusalem vor Gericht gestellt, zum Tode verurteilt und durch Hängen hingerichtet.
- In den 1960er Jahren gelang es dem Mossad-Agenten Eli Cohen, wichtige Informationen aus der syrischen Regierung und über militärisch-strategisch wichtige Positionen der syrischen Armee auf den Golanhöhen an Israel weiterzuleiten. Dadurch, dass alle anderen Sender aufgrund eines Stromausfalls lahmgelegt waren und nur Cohens batteriebetriebener Sender funkte, gelang es dem syrischen Geheimdienst, Cohens Sender zu lokalisieren und ihn beim Absetzen eines Funkspruchs nach Tel Aviv festzunehmen. Cohen wurde gefoltert und, trotz internationaler Bemühungen (u. a. des Vatikans), in Damaskus öffentlich als Spion gehängt.
- 1962 und 1963 verübte der Mossad mit der Hilfe von Informationen seines Agenten Wolfgang Lotz Anschläge auf mehrere deutsche Ingenieure, die seit 1959 am ägyptischen militärischen Raketenprogramm arbeiteten. Die Ingenieure hatten während der Zeit des Nationalsozialismus in der Heeresversuchsanstalt Peenemünde Raketen, darunter die V2, entwickelt.[12] Eine entsprechende Betätigung in Deutschland war damals auf Grund alliierter Bestimmungen verboten. Der Ingenieur Heinz Krug verschwand im September 1962 in München. Ein anonymer Anrufer behauptete seinen Tod; seine Leiche wurde nicht gefunden (wohl aber sein Auto). Im Februar 1963 entging der Elektronikexperte Hans Kleinwächter knapp einem Mordanschlag in Lörrach – sein Wagen wurde blockiert und es wurde mit einer schallgedämpften Pistole auf ihn geschossen. Eine Briefbombe an den Ingenieur Wolfgang Pilz in Ägypten kostete seine Sekretärin das Augenlicht; eine weitere Bombe einen Tag später tötete fünf Personen. In der Schweiz wurden zwei israelische Agenten verhaftet, als sie die Tochter des Raketenexperten und Professors Paul Goerke bedrohten. Schließlich musste der verantwortliche Mossad-Chef Harel auf Druck Ben-Gurions zurücktreten, um die Zusammenarbeit mit deutschen Behörden nicht zu gefährden, und die Arbeit des Mossad in dieser Sache wurde in moderatere Bahnen gelenkt. Als die Ägypter Mitte der 1960er Jahre stattdessen mit der Sowjetunion und anderen Ostblockstaaten wie der DDR kooperierten, erübrigte sich ein weiteres Vorgehen.
- 1962 löste der Mossad die Jossele-Schumacher-Affäre, die damals eine Staatskrise in Israel auslöste. Ein jüdisch-orthodoxer Rabbi entführte seinen Enkel, da er befürchtete, seine Eltern würden ihn säkular erziehen. Die Affäre spaltete die israelische Gesellschaft und überschattete in Israel selbst den gleichzeitigen Eichmann-Prozess, sodass der Mossad zeitweilig bedeutende Ressourcen auf den Fall konzentrierte. Eine Gruppe orthodoxer Juden versteckte den Jungen zunächst in Europa und dann in den USA. Die Suche nach dem Kind war schließlich in New York erfolgreich.

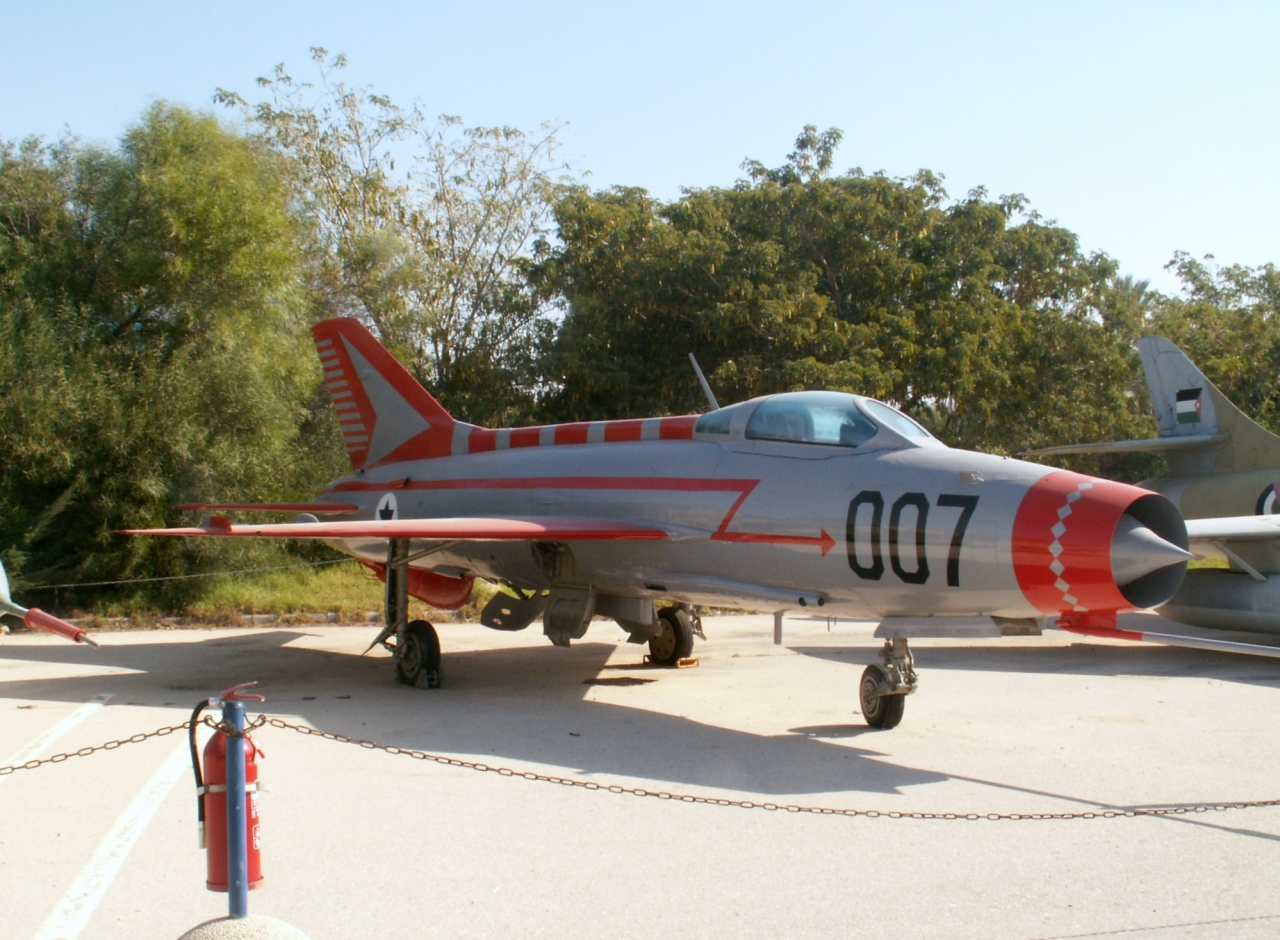
MiG-21 im Museum der israelischen Luftwaffe in Chazerim

- Am 16. August 1966 gelang es dem Mossad, einem irakischen Piloten mit seiner neuen MiG-21 zur Flucht nach Israel zu verhelfen (Operation Diamond). Die MiG-21 wurde benötigt, um die eigene Luftwaffe, die mit französischen Mirage ausgerüstet war, an dem schneller beschleunigenden Feindflugzeug auszubilden und die höhere Manövrierfähigkeit der Mirage zu nutzen.
Bei einem Luftkampf am 7. April 1967 schoss die israelische Luftwaffe sechs syrische MiG-21 ab und verlor dabei kein einziges eigenes Flugzeug. Den Sechstagekrieg (Juni 1967) gewann Israel. Einige Monate später verlieh Israel die MiG an die USA. Die USA waren wegen des damaligen Vietnamkrieges besonders daran interessiert, die MiG-21 bzw. deren Eigenschaften zu kennen.[13]
- Charles de Gaulle, französischer Staatspräsident von 1959 bis 1969, wollte nach dem Sechstagekrieg (Juni 1967) 50 bereits bezahlte und gebaute Mirage nicht nach Israel ausliefern lassen. Im Februar 1968 bemühte sich eine „Beschaffungskommission des Staates Israel in Paris“ um Baupläne der Mirage-Triebwerke des schweizerischen Lizenzbauers. Nachdem die Schweizer Firma den Verkauf abgelehnt hatte, bestach der Mossad einen Mitarbeiter des Schweizer Unternehmens mit 200.000 Dollar und schaffte demonstrativ 47 Zentner Akten über die Bundesrepublik Deutschland nach Israel. Es wurde auch die Ansicht vertreten, dies sei mit insgeheimer Unterstützung der Franzosen geschehen, die nur offiziell keine Waffen an Israel liefern wollten.[14]
- In der Weihnachtsnacht 1969 kaperten Mossad-Agenten in der Operation Noa acht Raketenboote, die im französischen Cherbourg für Israel gebaut worden waren, die Präsident Charles de Gaulle aber nicht ausliefern lassen wollte. Im November 1968 diente der 1142-BRT-Uranfrachter Scheersberg A dem Mossad in der Operation Plumbat zum Transport von Uraninit. Es wird angenommen, dass er ein Jahr später den Schnellbooten auf ihrem Weg nach Israel als Versorgungsschiff diente.
- Am 24. Dezember 1969 erbeutete ein Mossad-Kommando in der Operation Rooster innerhalb von drei Stunden eine sieben Tonnen schwere sowjetische P-12-Radarstation der ägyptischen Flugabwehr, die auch Flugzeuge im Tiefstflug erfassen konnte. Das Kommando brachte die Radarstation nach Israel; die Besatzung – vier ägyptische Techniker – wurde nach Israel entführt.[15]
- 1969 bis 1971 war der Mossad am Aufbau der Rebellenarmee im Südsudan aktiv, wo Christen und andere sich gegen die Unterdrückung durch die islamische Regierung in Khartoum wehrten. Zunächst hatten die Anya-Nya wenig Erfolg und baten westliche und afrikanische Länder vergeblich um Hilfe. Schließlich wandten sie sich an die Israelis. Golda Meir hatte Sympathie für ihr Anliegen und bat den Mossad, sich der Sache anzunehmen. Sie sah so die Möglichkeit, die sudanesische Armee zu binden, und es war Teil einer Strategie, eine zweite Front an der Peripherie der arabischen Staaten zu eröffnen. Drei Mossad-Agenten, darunter Ben Uziel (unter den Rebellen als John bekannt) als Leiter, wurden entsandt, um die Machbarkeit zu überprüfen. Schließlich wurde die Rebellenarmee trainiert, mit Waffen versorgt und Sabotageaktionen durchgeführt. Beteiligt waren jeweils nur wenige israelische Agenten und mehrere Ärzte. Ben Uziel schrieb ein Buch darüber und arbeitete in den 1980er Jahren auch an der Rettungsaktion von äthiopischen Juden über den Sudan mit (s. u.). Die Zusammenarbeit Israels mit dem Süd-Sudan setzte sich nach dessen Unabhängigkeitserklärung 2011 fort.[16] Im Rahmen der Strategie, an der Peripherie der arabischen Staaten aktiv zu werden, pflegte der Mossad auch Verbindungen zum christlichen Äthiopien, der Türkei, dem Iran, Christen im Libanon und Kurden im Irak.
- Am 8. Juli 1972 wurde der arabische Schriftsteller Ghassan Kanafani, nachdem er das Amt des Sprechers der „Volksfront zur Befreiung Palästinas“ (PFLP) übernommen hatte, durch eine vom Mossad an seinem Wagen angebrachte Bombe getötet. Dabei starb auch seine Nichte.
- Nachdem am 5. September 1972 die Terrororganisation Schwarzer September in München elf Sportler der israelischen Olympiamannschaft zunächst als Geiseln genommen und dann getötet hatte, bildete der Mossad auf Anweisung des israelischen Sicherheitskabinettes unter Golda Meir die Sondereinheit Caesarea, deren Aufgabe die Liquidierung der Attentäter und deren angeblicher Hintermänner war. Im Zuge der unter dem Namen Operation Zorn Gottes bekannt gewordenen Aktionen exekutierten Mossad-Kommandos etwa 20 Palästinenser, deren Verbindung zur Geiselnahme von München allerdings teilweise umstritten ist. Bei den häufig mit Bomben durchgeführten Anschlägen kamen nicht nur Zielpersonen, sondern auch Begleiter und Passanten zu Tode. Die gezielte, irrtümliche Tötung eines Unschuldigen wurde als Lillehammer-Affäre bekannt.
- 1973 wurde im Rahmen der Operation Zorn Gottes die Operation Frühling der Jugend ausgeführt, die Tötung von Muhammad Youssef Al-Najjar und Kamal Adwan in Beirut. Da eine Reihe von Zielpersonen der Liquidations-Liste in gut gesicherten Häusern im Libanon wohnte und somit mit den bisherigen Methoden nicht zu erreichen war, startete Caesarea die Operation Frühling der Jugend (Operation Spring of Youth). In der Nacht vom 9. auf den 10. April 1973 drangen Sajeret-Matkal-Kommandos, ein Team Fallschirmjäger und eins der Schajetet 13, der israelischen Kommando-Kampfschwimmer, nach Beirut und Sidon ein. Dort töteten sie einige hochrangige Mitglieder der PLO und des Schwarzen Septembers, u. a. Muhammad Youssef Al-Najjar (Abu Youssef), den Führungsoffizier des Schwarzen September und PLO-Offiziellen, Kamal Adwan, einen Führungs- und Geheimdienstoffizier des Schwarzen September und Leiter aller Terroroperationen auf israelischem Staatsgebiet, sowie Kamal Nasser, den PLO-Sprecher. Youssef und seine Frau wurden in ihrem Badezimmer durch Gewehrfeuer getötet, als ein Kommando ihre Beiruter Wohnung stürmte.[17]
- Seit 1969 führte der Mossad Ashraf Marwan als Agenten, der als Schwiegersohn von Nasser und späterer enger Vertrauter von Sadat unmittelbaren Zugang zum ägyptischen Machtzentrum hatte, das dadurch für den Mossad zu einem offenen Buch wurde. Er war einer der wertvollsten Agenten des Mossad, der Israel kurz vor dem Jom-Kippur-Krieg 1973 vor dem ägyptischen Angriff warnte. Die Aufdeckung seiner Identität Anfang 2003 durch eine Indiskretion des ehemaligen Leiters des militärischen Geheimdienstes in Israel (der nach dem Desaster des Jom-Kippur-Krieges abgesetzt worden war) wurde vom Mossad als schwerer Schlag empfunden.[18]
- Operation Entebbe 1976 (zuerst Feuerball genannt, später nach dem während der Operation getöteten Offizier Yehonathan Netanyahu), Befreiung einer in Tel Aviv gestarteten entführten Air-France-Maschine in Uganda. Der Mossad war an der Vorbereitung beteiligt, die aber vom militärischen Geheimdienst unter Ehud Barak geleitet wurde. Die Operation wurde vom israelischen Militär, darunter der Eliteeinheit Sayeret Matkal durchgeführt.[7]

#### 1980–1999
- Am 7. Juni 1981 wurde der irakische Kernreaktor Tammuz-1 (Osirak) von der israelischen Luftwaffe zerstört, nachdem der Mossad Informationen darüber beschafft hatte.
- Der Mossad war wesentlich an der Rettung durch Hunger und Krankheiten gefährdeter äthiopischer Juden (Falaschen) über den Sudan nach Israel beteiligt (Operation Moses). Der äthiopische Jude Ferede Aklum hatte Israel Ende der 1970er Jahre um Hilfe gebeten und die Aktion wurde durch den Ministerpräsidenten Menachem Begin genehmigt. Der mehrheitlich islamische Sudan war damals ein Gegner Israels, sodass vollkommene Geheimhaltung erforderlich war. Zu diesem Zweck betrieb der Mossad von 1981 bis Ende 1985 zum Schein eine Tauchbasis für Touristen an der Küste des Roten Meers in Arous (70 km nördlich von Port Sudan).[19][20] Dieses Ressort wurde 1974 von Italienern aufgebaut, nach Abschluss der Operation aber verlassen. Die Flüchtlinge wurden aus den rund 900 km entfernten Camps bei Gedaref im Süden mit Lastwagen nachts in die Nähe von Arous und weiter mit Schlauchbooten auf Schiffe der israelischen Marine gebracht. Die Tauchbasis selbst diente nur als Tarnung und logistisches Zentrum der Agenten, die tagsüber Touristen betreuten und so erfolgreich waren, dass der Betrieb auch zur Finanzierung der Operation beitrug. Nachdem eine Gruppe durch an der Küste patrouillierende sudanesische Soldaten 1982 beinahe enttarnt wurde, verlegte man den Transport auf Herkules-Maschinen, die heimlich nachts auf einer Wüstenpiste landeten, näher bei Gedaref. Insgesamt wurden 17 Flüge durchgeführt. 1984 wurde aufgrund von Hungersnöten im Sudan die Evakuierung dringlicher und mit Unterstützung der Amerikaner und Bestechungsgeldern an den Präsidenten Dschafar an-Numairi erhielt man die Erlaubnis, direkt von Khartoum aus zu evakuieren, unter Voraussetzung weiterer völliger Geheimhaltung. In 28 Flügen konnten rund 6400 weitere äthiopische Juden evakuiert werden. 1985 wurde die Operation öffentlich bekannt und gestoppt, bis auf einen letzten Flug, der auf Intervention des damaligen Vizepräsidenten der USA George H. W. Bush stattfand. Nachdem Numairi am 6. April 1985 durch einen Putsch gestürzt wurde, wurde auch die Tauchbasis aufgelöst und verlassen. Es folgten in den folgenden sechs Jahren aber noch weitere Operationen, sodass insgesamt 18.000 äthiopische Juden nach Israel gebracht werden konnten.
- 1986 entführte der Mossad den israelischen Atomtechniker Mordechai Vanunu, der Informationen über das israelische Atomwaffenprogramm in Dimona an die Presse weitergegeben hatte.
- 1988 bereitete der Mossad die Ermordung von Chalil Ibrahim al-Wazir (Abu Dschihad) in Tunis vor.
- Ermordung von Gerald Bull 1990 in Brüssel. Bull war ein kanadischer Waffeningenieur, der für den Irak eine „Superkanone“ entwickeln wollte.[21]
- Der Mossad übernahm 1991 vom BND sowjetische Panzer aus NVA-Beständen und verschiffte sie als „landwirtschaftliche Ersatzteile“ nach Israel.
- Im Oktober 1995 wurde der palästinensische Arzt und Mitbegründer des „Islamischen Dschihad“ Fathi Schakaki auf Malta erschossen.[22]

#### Seit 2000
- 2015 half der Mossad dem britischen MI5 dabei, drei Tonnen von in Eisbeuteln aufbewahrtem Ammoniumnitrat, ein gängiger Bestandteil einer Bombe, der Hisbollah in London sicherzustellen.[23]
- Im April 2018 wurde bekannt, dass der Mossad rund eine halbe Tonne (oder 55.000 Seiten)[24] streng geheimes Archivmaterial aus einem Lager der iranischen Atombehörde entwendet hatte. Aus den Dokumenten ging hervor, dass der Iran Pläne zur Produktion von hochangereichertem Uran und dem Bau einer Atombombe besaß.[25] Teile daraus wurden von Ministerpräsident Benjamin Netanyahu der Öffentlichkeit präsentiert.
- Am 4. April 2021 wurde bekannt, dass eine willentlich herbeigeführte Explosion das Stromversorgungssystem der iranischen Atomanlage Natanz zerstörte. Die israelische Tageszeitung »Haaretz« führte den Stromausfall auf eine Cyberattacke des Mossad zurück.[26][27] Der ehemalige Chef des israelischen Geheimdienstes Mossad, Jossi Cohen, beschrieb im Juni 2021, wie der Sprengstoff in die Anlage geschmuggelt wurde, was eine Beteiligung des Mossad bestätigt.[28]
- Am 31. Juli 2024 erfolgte ein Bombenanschlag auf den politischen Führer der weithin als Terrororganisation eingestuften Hamas, Ismail Haniyya, der dabei starb. Mossad-Direktor David Barnea hatte vor dem Hintergrund des Krieges in Israel und Gaza im Januar 2024 erklärt, sein Dienst sei „verpflichtet“, die Führer der Hamas zu jagen.[29]
- Am 17. und 18. September 2024 erfolgten Explosionen von Pagern und Walkie-Talkies der Hisbollah. The New York Times und Reuters zufolge hatten israelische Agenten die Geräte vor der Ankunft im Libanon abgefangen und mit Sprengstoff bestückt. Es sollen insgesamt 5000 Geräte manipuliert worden sein.[30][31][32]
- Im Jahr 2024 deckte die britische Zeitung The Guardian in Zusammenarbeit mit den israelischen Zeitschriften +972 und Local Call auf, dass der Mossad in Kooperation mit der Schin Bet und Aman auf Weisung der von Benjamin Netanjahu geführten israelischen Regierungen über neun Jahre hinweg „dazu eingesetzt wurde, hochrangige Mitarbeiter des Internationalen Strafgerichtshofs zu überwachen, zu hacken, unter Druck zu setzen, zu verleumden und angeblich zu bedrohen, um Ermittlungen des Gerichts zu behindern“. Die israelischen Geheimdienste hatten Telefongespräche und andere Arten der Kommunikation mehrerer IStGH-Beamter gezielt abgefangen, darunter der ehemaligen Staatsanwältin Fatou Bensouda und ihres Nachfolgers Karim Ahmad Khan.[33]

### Fehlgeschlagene Operationen
Zu den Fehlschlägen des Mossad bzw. Aufklärungsmängeln gehören die nur sehr kurzfristige Warnung beim Jom-Kippur-Krieg 1973, die fehlende Vorhersage des Kriegs zwischen Iran und Irak 1980 und auch von dessen Ende 1988 und die fehlende Warnung vor der Intifada 1987.
- Wiederholt wurden in der Vergangenheit Mossad-Agenten mit gefälschten Pässen oder beim Versuch, sich unter Angabe falscher Tatsachen echte Papiere zu erschleichen, verhaftet, was jeweils zu diplomatischen Verstimmungen zwischen Israel und der betroffenen Nation führte. Das geschah zum Beispiel 1981 in London und 2004 in Neuseeland (wobei die Agenten Uriel Kelman und Eli Cara enttarnt wurden, letzterer früher Leiter von Nevioth).[7]
- Während der Operation Plumbat (vom lateinischen Wort „plumbum“, also Blei) wurde Deutschland verdächtigt, geheime Urangeschäfte zu betreiben. Tatsächlich war der Eigner des Schiffes, mit dem Yellowcake verschifft werden sollte, Dan Ert (alias Dan Aerbel), ein Israeli und Mitarbeiter des Mossad. Er wurde 1973 im Rahmen der Lillehammer-Affäre in Norwegen verhaftet.
- 1973 töteten Mossad-Agenten bei der letzteren Operation irrtümlich den marokkanischen Kellner Ahmed Bouchiki, den sie für Ali Hassan Salameh hielten, einen der Verantwortlichen der Geiselnahme von München. Fünf israelische Agenten wurden von einem norwegischen Gericht zu Gefängnisstrafen verurteilt.
- 1996 berichtete der Geheimdienstmitarbeiter Yehuda Gil, dass die Verlegung der 14. Division der syrischen Armee Teil eines Planes sei, die Golanhöhen in einem Überraschungsschlag zurückzuerobern. Die von Gil bewusst gefälschte Analyse wurde an die Amerikaner weitergegeben, was nach dem Bekanntwerden der Affäre den Ruf des Mossad in den mit Israel befreundeten USA und anderswo nachhaltig schädigte.
- 1997 scheiterte ein geplantes Giftattentat auf den Hamas-Führer Chalid Maschal in Jordanien. Laut Aussage von Rafi Eitan, einem ehemaligen Mossad-Agentenführer, war der Fehlschlag auf ungenügende Ausbildung der beteiligten Agenten zurückzuführen. Die Agenten schlugen entgegen ausdrücklicher Anweisung zu, als der Hamas-Führer in Begleitung war. Er wurde auf offener Straße mit einer Fentanyl-Variante besprüht, die nach einigen Tagen den Tod verursachen sollte, ohne Spuren zu hinterlassen. Die Agenten wurden verhaftet, Israel musste auf diplomatischen Druck ein Gegenmittel zur Verfügung stellen und die Agenten wurden gegen den Hamas-Anführer Ahmad Yasin ausgetauscht. Außerdem wurden diverse politische Zugeständnisse an Jordanien gemacht.[35]
- 1998 scheiterte ein versuchter Lauschangriff im schweizerischen Liebefeld bei Bern. Bei der Aktion gingen die Agenten so lautstark vor, dass die Polizei alarmiert wurde und sie überraschen und verhaften konnte.[36]

### Operationen, die dem Mossad zugerechnet werden
Folgende Geschehnisse werden dem Mossad zugeschrieben bzw. vorgeworfen, sind aber mangels Beweisen bislang nicht belegt.
- Möglicherweise Beteiligung am Tod des russischen Chemiewaffengenerals Anatoli Demjanowitsch Kunzewitsch 2002 auf dessen Rückreise aus Syrien. Er starb offiziell an einem Herzanfall.
- Langjährige Unterstützung kurdischer Rebellen, speziell die Ausbildung von Spezialkräften zur geheimen Infiltration des syrischen und iranischen Gebiets, die Grenzregionen sind größtenteils kurdisch geprägt. Mögliche Unabhängigkeitsbestrebungen der Region, insbesondere des Irak und Teilen der östlichen Türkei, werden von Experten als große Gefahr für die Stabilität im Nahen Osten eingeschätzt.[37]
- Eine Reihe von Autobombenanschlägen im Libanon, bei denen unter anderem am 25. Mai 2006 in Sidon Mahmoud al-Majzoub ums Leben kam. Der libanesische Geheimdienst verhaftete im Juni 2006 den Polizeibeamten Mahmoud Rafeh. Er soll laut libanesischen Angaben zugegeben haben, als Anführer einer Terrorzelle seit Jahren im Libanon tödliche Anschläge im Auftrag des Mossad durchgeführt zu haben. Die libanesische Regierung will den Fall vor den UN-Sicherheitsrat bringen und dem UN-Sonderermittler Serge Brammertz, der das Attentat auf den Fahrzeugkonvoi des früheren libanesischen Ministerpräsidenten Rafiq al-Hariri untersucht, die Ergebnisse der Ermittlungen ihres Geheimdienstes übergeben.

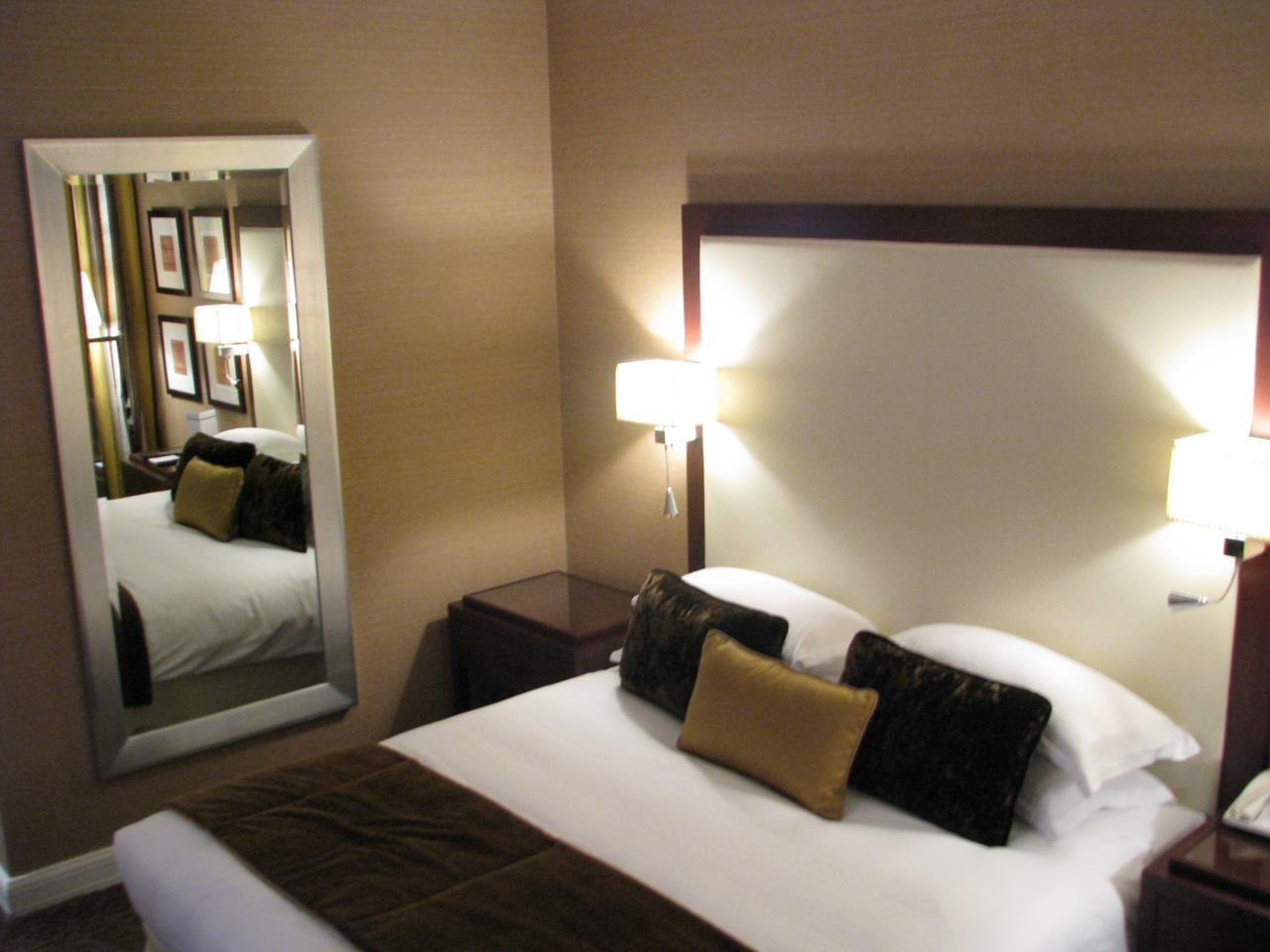
Zimmer des Rotana-Hotels (Dubai), in dem Mahmud al-Mabhuh ermordet wurde.

- Ermordung des Hamas-Führers Mahmud al-Mabhuh, der am 20. Januar 2010 erstickt in einem Hotelzimmer in Dubai aufgefunden wurde. Die Polizei Dubais präsentierte später Videoaufzeichnungen des Vorgehens der mutmaßlichen Mörder vor und nach der Tat. Dadurch erlangte die Ermordung ungewöhnlich starke Medienberichterstattung.[38][39][40]
- Entführung des Ingenieurs Dirar Abu Sisi, stellvertretender Leiter des einzigen Kraftwerks des Gazastreifens. Abu Sisi verschwand am 18. Februar 2011 unter bislang ungeklärten Umständen auf einer Reise in der Ukraine. Am 20. März 2011 gaben die israelischen Behörden zu, den Ingenieur in ihrer Gewalt zu haben.[41]
- Entwicklung des Computerwurms Stuxnet und dessen Einschleusung in iranische Atomanlagen 2010 unter Umständen in Zusammenarbeit mit der CIA.[42]
- Der Mossad wird verdächtigt und beschuldigt, Ardeshir Hosseinpour (2007), Massud Ali-Mohammadi (2010), Madschid Schahriari (2010), Dariusch Rezaie (2011), Mostafa Ahmadi Roschan (2012) und Mohsen Fachrisadeh (2020)[43] ermordet zu haben. Alle sechs Männer waren Wissenschaftler, die am iranischen Atomprogramm arbeiteten. Es wird außerdem vermutet, dass der Mossad auch hinter dem versuchten Anschlag auf Fereidun Abbassi (2010) steckt.[44][45] Im Fall des Todes von Fachrisadeh bzw. Fakhrizadeh hatte der damalige Mossad-Chef Yossi Cohen erklärt, dass dieser schon lange im Visier des Geheimdienstes gestanden habe.[46]
- Erschießung des stellvertretenden Al-Qaida-Führers Abdullah Ahmed Abdullah (Abu Mohammed al-Masri) durch zwei Männer auf Motorrädern in Teheran am 7. August 2020, bei denen es sich laut New York Times um israelische Agenten gehandelt haben soll.[47] Al-Masri soll 1998 in die Terror-Anschläge auf US-Botschaften in Tansania und Kenia mit 224 Toten und rund 5000 Verletzten verwickelt gewesen sein. Bei seiner Exekution soll auch seine Tochter, eine Schwiegertochter von Osama bin Laden, getötet worden sein.
- Erschießung von Hassan Sayyad Khodayari (einem hochrangigen Offizier der Quds-Einheit) im Mai 2022 im Iran.[48][49] Diese Tötung wird auch in westlichen Medien dem Mossad zugeschrieben.[50]

Einige Spekulationen gehören in den Bereich der Verschwörungstheorien, wie die unterstellte Beteiligung am Tod von Uwe Barschel (vertreten hauptsächlich durch Victor Ostrovsky) und des britischen Medienverlegers Robert Maxwell (hier wird als Motiv angeführt, dass dieser von einer angeblichen Beteiligung des Mossad an dem Putsch gegen Michail Gorbatschow gewusst hätte und im Zuge eines Streits um Geldangelegenheiten damit gedroht hätte, dies publik zu machen) oder gar eine angebliche Verwicklung des Mossad in die Terroranschläge am 11. September 2001. Der Mossad ist daher oftmals auch Objekt und Argument antisemitischer Verschwörungstheorien, die den Judenstaat hinter vielerlei Unstimmigkeiten in der Welt sehen wollen.

## Beziehungen zu Verbündeten

Entführung von Schnellbooten der späteren Sa'ar-1-Klasse nach Israel

Der Mossad knüpfte enge Beziehungen zur CIA unter deren Leiter James Jesus Angleton, der ein starker Befürworter der Zusammenarbeit war. Eindruck machte bei westlichen Geheimdiensten im Kalten Krieg gegen die Sowjetunion insbesondere, dass der Mossad die Chruschtschow-Rede von 1956 besorgen konnte und dass er 1966 Zugang zu einem sowjetischen MiG-Kampfjet erhielt und die Informationen westlichen Geheimdiensten zur Verfügung stellte.
Die Affäre um deutsche Raketenexperten in Ägypten führte vor der Aufnahme von diplomatischen Beziehungen von Westdeutschland und Israel zu erheblichen Belastungen, insbesondere auch deswegen, weil der Mossad damals vor Anschlägen in Westdeutschland nicht zurückschreckte. 1963 kam es deswegen zum Rücktritt von Isser Harel als Leiter des Mossad, was die israelische Opposition heftig kritisierte. Der Rücktritt des Regierungschefs Ben-Gurion im Juni 1963 hing mittelbar damit zusammen. Dessen ungeachtet gibt es eine lange Tradition der israelisch-deutschen Rüstungskooperation, die vom Mossad mit betreut wurde.
Die Lawon-Affäre sowie Operation Plumbat zeigen Beispiele für Konflikte mit anderen europäischen Staaten, insbesondere Frankreich auf, bei denen der Mossad eine Rolle spielte. Die wesentliche militärische Unterstützung Israels kam vor 1969 aus Frankreich, der Tschechoslowakei sowie Deutschland. Aufgrund des politischen Umschwungs in Frankreich nach dem Sechstagekrieg 1969 wie der Unabhängigkeit Algeriens 1962 verkündete Charles de Gaulle 1969 einen Rüstungsboykott gegenüber Israel. In der Operation Cherbourg entführten Mossadagenten in Frankreich mit deutscher Technik gebaute Schnellboote aus Frankreich nach Israel.
Danach wurde die Zusammenarbeit der Israelis mit den USA und deren Central Intelligence Agency intensiviert. Dennoch kam es mehrfach zu Irritationen in den Beziehungen zu US-Geheimdiensten, zum Beispiel 1967 zur NSA durch den Angriff auf deren Schiff Liberty im Sechstagekrieg mit mehreren Toten. Dieser wurde zwar offiziell von der US-Regierung heruntergespielt, sorgte in US-Geheimdienstkreisen aber für nachhaltige Verstimmung. Die Geheimdienstbeziehungen zu den USA wurden zudem Mitte der 1980er Jahre von der Affäre des für Israel spionierenden Mitglieds des Geheimdienstes der US-Navy Jonathan Pollard schwer belastet, der 1986 in den USA zu lebenslanger Haft verurteilt wurde. Er verriet u. a. zahlreiche CIA-Agenten, ebenso wie die US-amerikanischen Abhör- und Satellitenbeobachtungsmethoden gegen Israel und die Angriffspläne US-amerikanischer U-Boote gegen die Sowjetunion. In der Folge sollen einige US-Agenten in der Sowjetunion enttarnt worden sein. Nachdem die israelische Regierung eine Spionagetätigkeit Pollards lange bestritten hatte, gab sie schließlich 1998 unter Benjamin Netanyahu bekannt, dass dieser nicht, wie anfangs angenommen, für den Mossad tätig war. Pollard soll für den inzwischen in der Folge der Affäre aufgelösten Geheimdienst Lakam tätig gewesen sein. Der im Zuge der Affäre entlassene Führungsoffizier von Pollard, Rafi Eitan, war im Mossad unter anderem an der Eichmann-Entführung und der Affäre des mit Uranmaterial umgeleiteten Frachters Scheersberg beteiligt.
Der Mossad arbeitete auch insgeheim mit arabischen Regierungen zusammen. So halfen sie 1965 dem marokkanischen König Hassan II., den Oppositionellen Mehdi Ben Barka aus der Schweiz nach Frankreich zu locken. Er sollte sich in Paris vorgeblich mit einem Filmproduzenten treffen. Die Franzosen, die mit den Marokkanern zusammenarbeiteten, lieferten ihn an die Marokkaner aus, die ihn erschossen. Grund für die Zusammenarbeit waren Sicherheiten für die marokkanischen Juden.